# Đối chiếu cấp bậc quân sự
Đối chiếu cấp bậc quân sự hay So sánh quân hàm tương đương đề cập đến sự so sánh tương đương của các hệ thống cấp bậc quân sự (hay quân hàm) của lực lượng quân sự chính quy các quốc gia trên thế giới.

## Quân hàm Việt Nam
Hệ thống cấp bậc quân sự tại Việt Nam hiện nay được hình thành lần đầu tiên vào năm 1946, sử dụng trong quân đội, với các danh xưng có nguồn gốc từ danh xưng quân hàm của Lục quân Đế quốc Nhật Bản, và cấp hiệu tham chiếu đến cấp hiệu của Quân đội Pháp. Hệ thống này được bổ sung và hoàn thiện vào năm 1958, và bắt đầu sử dụng cho cả lực lượng công an vào năm 1959.
Hệ thống cấp bậc quân sự tại Việt Nam được sử dụng ổn định từ năm 1992 đến nay, trừ vài sửa đổi nhỏ. Nhìn chung, tuy có sự khác biệt về cấp hiệu, nhưng hệ thống danh xưng cấp bậc là thống nhất ở các cấp bậc tương đương (trừ danh xưng cấp tướng lĩnh trong hải quân).
- Cấp bậc quân sự so sánh của Việt Nam

## Đối chiếu cấp bậc quân sự NATO
Nhằm mục đích tạo điều kiện phối hợp hoạt động giữa các quốc gia trong Tổ chức Hiệp ước Bắc Đại Tây Dương (NATO), tổ chức này đã đặt ra nhiều tiêu chuẩn thống nhất giữa các thành viên. Một trong những số đó là hệ thống đối chiếu cấp bậc quân sự tiêu chuẩn. Được thành lập vào năm 1978, được ghi nhận chính thức trong tài liệu STANAG 2116, với tên gọi "NATO Codes for Grades of Military Personnel" (Mã NATO cho các Cấp bậc Nhân viên Quân sự), hệ thống này đưa ra một tiêu chuẩn so sánh tương đương các cấp bậc quân sự giữa các quốc gia thành viên, vốn có sự khác biệt trong lịch sử hình thành và đặc thù văn hóa.
Hệ thống đối chiếu của NATO gồm 2 hệ thống đối chiếu khác nhau cho cấp bậc Sĩ quan (mã OF) và Hạ sĩ quan (mã OR). Một số quốc gia có nhiều hơn một cấp bậc tại một số vị trí mã (ví dụ: một số quốc gia có hai cấp bậc được xếp tại mã OF-1). Một số quốc gia khác lại không thành lập cấp bậc ở một số mã (ví dụ: một số quốc gia không thành lập các cấp bậc cao cấp như OF-10, thậm chí OF-9).
Hầu hết các quốc gia không có một cấp bậc trung gian giữa cấp Sĩ quan và Hạ sĩ quan. Tuy nhiên, tồn tại một số ngoại lệ như ở Hoa Kỳ và một số quốc gia, hình thành một hệ thống đối chiếu riêng cho các quân nhân chuyên nghiệp (Warrant officer) giữ các chức vụ đặc thù, được NATO phân loại với mã WO (Tài liệu Việt ngữ thường dịch cấp bậc này là "Chuẩn úy" hoặc "Quân nhân chuyên nghiệp"). Địa vị của các cấp bậc này thường chồng lấn giữa cấp Sĩ quan (sơ và trung cấp) và Hạ sĩ quan. Trong hầu hết các quốc gia khác có cấp bậc "Warrant officer", chúng thường không được xếp vào phân loại riêng mà được xếp vào hệ thống cấp bậc Hạ sĩ quan (thường là mã OR-9).
Do những lợi ích của Hệ thống Đối chiếu cấp bậc quân sự NATO, nhiều tài liệu sử dụng hệ thống này làm tiêu chuẩn để đối chiếu hệ thống cấp bậc quân sự của các quốc gia khác nhau, kể cả những quốc gia không nằm trong khối NATO.
- Quân hàm và phù hiệu Lực lượng Lục quân NATO
- Quân hàm và phù hiệu Lực lượng Hải quân NATO
- Quân hàm và phù hiệu Lực lượng Không quân NATO

## Đối chiếu cấp bậc quân sự theo châu lục

### Châu Á
- Quân hàm và phù hiệu Lực lượng Lục quân Châu Á
- Quân hàm và phù hiệu Lực lượng Hải quân quân Châu Á
- Quân hàm và phù hiệu Lực lượng Không quân Châu Á

### Châu Âu
- Quân hàm và phù hiệu Lực lượng Lục quân Châu Âu
- Quân hàm và phù hiệu Lực lượng Hải quân quân Châu Âu
- Quân hàm và phù hiệu Lực lượng Không quân Châu Âu

### Châu Mỹ
- Quân hàm và phù hiệu Lực lượng Lục quân Châu Mỹ
- Quân hàm và phù hiệu Lực lượng Hải quân quân Châu Mỹ
- Quân hàm và phù hiệu Lực lượng Không quân Châu Mỹ

### Châu Phi
- Quân hàm và phù hiệu Lực lượng Lục quân Châu Phi
- Quân hàm và phù hiệu Lực lượng Hải quân quân Châu Phi
- Quân hàm và phù hiệu Lực lượng Không quân Châu Phi

### Châu Đại dương
- Quân hàm và phù hiệu Lực lượng Lục quân Châu Đại dương
- Quân hàm và phù hiệu Lực lượng Hải quân quân Châu Đại dương
- Quân hàm và phù hiệu Lực lượng Không quân Châu Đại dương

## Đối chiếu quân hàm trongKhối Thịnh vượng chung Anh
- Quân hàm và phù hiệu Lực lượng Lục quân Khối Thịnh vượng chung Anh
- Quân hàm và phù hiệu Lực lượng Hải quân Khối Thịnh vượng chung Anh
- Quân hàm và phù hiệu Lực lượng Không quân Khối Thịnh vượng chung Anh

## So sánh một số hệ thống cấp bậc quân sự khác
- Đối chiếu quân hàm các quốc gia tham chiến trong Thế chiến thứ nhất
- Đối chiếu quân hàm các quốc gia tham chiến trong Thế chiến thứ hai
- Hệ thống cấp bậc quân sự Đức Quốc xã
- Hệ thống cấp bậc quân sự Liên Xô 1935-1940
- Đối chiếu quân hàm các lực lượng tham chiến trong Chiến tranh Việt Nam
- Cấp bậc quân sự so sánh của Triều Tiên